# Rychnov u Jablonce nad Nisou (nádraží)
Rychnov u Jablonce nad Nisou je železniční stanice v západní části města Rychnov u Jablonce nad Nisou v okrese Jablonec nad Nisou v Libereckém kraji nedaleko řeky Mohelky při ulici Nádražní. Leží na neelektrizované trati Pardubice–Liberec v nadmořské výšce 445 m n. m. Stanice je zařazena do integrovaného dopravního systému IDOL.

## Historie
Stanice byla vybudována jakožto součást Jihoseveroněmecké spojovací dráhy (SNDVB), autorem univerzalizované podoby stanice je pravděpodobně architekt Franz Reisemann, který navrhoval většinu výpravních budov této dráhy. Práce zajišťovala brněnská stavební firmy bratří Kleinů a Vojtěcha Lanny. 1. května 1859 byl zahájen pravidelný provoz v úseku mezi Libercem a Turnovem jakožto prodloužení železničního spojení s Pardubicemi. Z důvodu překonávání stoupání vyrostl nad údolím Mohelky kamenný viadukt procházející jen nedaleko centra města.

## Popis
Stanice má 3 dopravní koleje. Nachází se zde tři nekrytá nástupiště, ke kterým se přichází přechody přes kolejiště. I přes předchozí rekonstrukce staniční budova svůj půdorys v zásadě nezměnila (2019). V roce 2019 byla oznámena rekonstrukce a modernizace rychnovského nádraží, měl by zde vzniknout nový dopravní terminál zahrnující obslužnost autobusovou dopravou. Návaznou dopravu má před staniční budovou.

## Doprava
Stanici obsluhovaly v roce 2023 rychlíky a osobní vlaky. Obsluhovala je společnost ARRIVA vlaky. Vlaky Českých drah přes stanici neprojížděly. Ze stanice bylo přímé vlakové spojení s krajskými městy Liberec, Pardubice a Hradec Králové. Přímé spojení bylo i do Hodkovic nad Mohelkou, Malé Skály, Železného Brodu, Semil, Staré Paky, Dvora Králové nad Labem a Jaroměře. Nádraží rovněž obsluhuje autobusová linka 101, která odjíždí pravidelně každých 30 minut.[zdroj?]

## Služby ve stanici
Ve stanici je WC a jízdenkový automat společnosti ARRIVA vlaky.